# 베이터우 온천 박물관
베이터우 온천 박물관(중국어 간체자: 北投温泉博物馆, 정체자: 北投溫泉博物館, 병음: Běitóu Wēnquán Bówùguǎn)은 대만 타이베이시 베이터우구 베이터우 공원에 있는 박물관이다. 박물관은 붉은 벽돌과 나무 판자로 지어진 에드워드 양식이다. 박물관은 타이베이 지하철 신베이터우역에서 동쪽으로 걸어서 갈 수 있는 거리에 있다.

## 역사
이 건물은 1911년에 건설을 시작하여 1913년에 일본의 대만 통치 기간 동안 완공되었다. 처음에는 당시 동아시아 최대 규모의 목욕탕인 호쿠토 공중 목욕탕으로 지어졌다.
1945년 대만이 일본에서 중화민국으로 반환된 후, 이 시설은 경찰서, 국민당 본부에서 중산 하우스라고 불리는 지방 현 행정부의 접수 건물로 여러 차례 변형되었다. 그러나 이 건물은 온천으로 인한 부식과 적절한 유지 관리 부족으로 결국 폐쇄되었다. 이 건물은 1995년 2월 내무부 로부터 3급 역사 유적지로 지정되었다. 1998년 3월에 전반적인 용도 변경이 시작되었으며 1998년 10월 31일에 베이터우 온천 박물관으로 공식 개관했다.